# Afghánský afghání
Afghánský afghání (kód: AFN) je měnou Afghánistánu. Dělí se na 100 pul.

## První afghání,1925–2003
První afghání (ISO 4217 kód: AFA) byl představen v roce 1925 a nahradil afghánskou rupii. Navíc byl rozdělen do 100 pul, 20 afghání se rovnalo jednomu amani. Míra konverze z rupie je někdy uváděna jako 1 afghání = 1,1 rupie, založeno na obsahu stříbra posledních rupiových mincí a prvních mincí afghání. Afghání původně obsahoval 9 gramů stříbra.
V roce 1936 byl afghání zavěšen v kurzu 4 afghání = 1 indická rupie. Od roku 1940 byl afghání zavěšen k americkému dolaru v následujících kurzech:
| Zavěšená hodnota prvního afghání | Zavěšená hodnota prvního afghání    |
| Datum uvedení                    | Hodnota amerického dolaru v afghání |
| -------------------------------- | ----------------------------------- |
| 1940                             | 13                                  |
| 1947                             | 13.44                               |
| 1948                             | 14.17                               |
| 1949                             | 16.8                                |
| 1956                             | 20                                  |
| 1963                             | 45                                  |
| 1982                             | 50.6                                |

Mezi lety 1979 a 1982 a opět v roce 1992 byl afghání v pohyblivém kurzu.
Před invazí NATO do Afghánistánu vytvořili válečníci, politické strany, zahraniční mocnosti a padělatelé každý svoje vlastní bankovky afghání bez ohledu na standardizaci nebo dodržení sériových čísel. V prosinci 1996, krátce poté, co Tálibán převzal kontrolu nad afghánskými institucemi, prohlásil guvernér Tálibánské centrální banky Ehsanullah Ehsan, že většina bankovek afghání v oběhu je bezcenných (přibližně 100 miliard bankovek). Ehsan zrušil smlouvu s ruskou firmou, která bankovky od roku 1992 tiskla. Ehsan firmu obvinil, že poslala nové výtisky bankovek afghání vyhnanému prezidentovi Burhánuddínu Rabbánímu do severní provincie Tachár. Směnný kurz v době Ehsanova prohlášení byl 21 000 afghání k jednomu americkému dolaru. Severní aliance pak vlastnila bankovky vyrobené v Rusku, které byly prodávány na trhu v Kábulu za polovinu jejich hodnoty.
V dubnu roku 2000 se afghání obchodoval v kurzu 6 400 AFA za 1 USD. V roce 2002 měl afghání hodnotu 43 000 AFA za 1 USD.

### Mince
V roce 1925 byly představeny bronzové a mosazné mince v hodnotě 2, 5 a 10 pul, stříbrné 1/2 a 1 afghání a zlaté 1/2 a 1 amani. V roce 1926 následovaly stříbrné 21/2 afghání a zlaté 21/2 amani. V roce 1930 byly přidány bronzové a mosazné 1 a 25 pul, spolu s bronzovými 3 pul a mědiniklovými 10 a 20 pul v roce 1937.
V roce 1952 byly představeny hliníkové 25 pul a poniklovaná ocel v hodnotě 50 pul, následované v roce 1958 hliníkovými 2 a 5 afghání a v roce 1963 poniklovaná ocel v hodnotě 1, 2 a 5 afghání. V roce 1973 vydala republika Afghánistán pomosazněnou ocel v hodnotě 25 pul, poměděnou ocel v hodnotě 50 pul a mědiniklovou ocel v hodnotě 5 afghání. Mezi lety 1978 a 1980 vydala Demokratická republika Afghánistán mince skládající se z hliníku a bronzu o hodnotě 25 a 50 pul a mědiniklové o hodnotě 1, 2 a 5 afghání.

### Bankovky
Mezi lety 1925 a 1928 byly představeny pokladniční poukázky v hodnotě 5, 10 a 50 afghání. V roce 1936 byly přidány bankovky 2, 20 a 100 afghání. V roce 1939 převzala banka Afghánistánu výrobu papírových peněz a vydala bankovky o hodnotě 2, 5, 10, 20, 50, 100, 500 a 1000 afghání. Bankovky v hodnotě 2 a 5 afghání byly v roce 1958 nahrazeny mincemi. V roce 1993 byly představeny bankovky v hodnotě 5 000 a 10 000 afghání.

## Druhý afghání,2002–dodnes
| Série 2002 | Série 2002 | Série 2002   | Série 2002  | Série 2002     | Série 2002                   | Série 2002                     | Série 2002                    | Série 2002    |
| Zobrazení  | Zobrazení  | Hodnota      | Rozměry     | Základní barva | Popis                        | Popis                          | Datum                         | Datum         |
| Líc        | Rub        | Hodnota      | Rozměry     | Základní barva | Líc                          | Rub                            | tisku                         | vydání        |
| ---------- | ---------- | ------------ | ----------- | -------------- | ---------------------------- | ------------------------------ | ----------------------------- | ------------- |
|            |            | 1 afghání    | 131 × 55 mm | růžová         | Razítko The Afghanistan Bank | Mešita v Mazáre Šeríf          | 2002 (Islámský kalendář 1381) | 7. říjen 2002 |
|            |            | 2 afghání    | 131 × 55 mm | modrá          | Razítko The Afghanistan Bank | Paghman Gardens                | 2002 (Islámský kalendář 1381) | 7. říjen 2002 |
|            |            | 5 afghání    | 131 × 55 mm | hnědá          | Razítko The Afghanistan Bank | Bala Hissar                    | 2002 (Islámský kalendář 1381) | 7. říjen 2002 |
|            |            | 10 afghání   | 136 × 56 mm | žlutá zelená   |                              | Paghman Gardens                | 2002 (Islámský kalendář 1381) | 7. říjen 2002 |
|            |            | 20 afghání   | 140 × 58 mm | hnědá          |                              | Královský palác Arg            | 2002 (Islámský kalendář 1381) | 7. říjen 2002 |
|            |            | 50 afghání   | 144 × 60 mm | tmavě zelená   |                              |                                | 2002 (Islámský kalendář 1381) | 7. říjen 2002 |
|            |            | 100 afghání  | 148 × 62 mm | fialová        |                              | Arc of Bost                    | 2002 (Islámský kalendář 1381) | 7. říjen 2002 |
|            |            | 500 afghání  | 152 × 64 mm | modrá          |                              | Kandahárská letištní věž       | 2002 (Islámský kalendář 1381) | 7. říjen 2002 |
|            |            | 1000 afghání | 156 × 66 mm | oranžová       |                              | Hrobka Ahmad Shah Durrani Baba | 2002 (Islámský kalendář 1381) | 7. říjen 2002 |
|            |            |              |             |                |                              |                                |                               |               |

Mezi 7. říjnem 2002 a 2. lednem 2003 byl představen nový afghání pod ISO 4217 kódem AFN. Nebyly vydány žádné menší jednotky. Původní afghání nahradil ve dvou rozdílných mírách. Vládní vydání prezidenta Burhánuddína Rabbáního byly nahrazeny v poměru 1 000 k novému afghání, zatímco vydání Abdula Rašída Dóstuma (Severní aliance) byly nahrazeny v poměru 2 000 k novému afghání. Nový afghání měl hodnotu 43 afghání k 1 americkému dolaru. Před novým tiskem bylo v oběhu více než 15 miliard afghání po nekontrolovatelných tiscích pod vládou Tálibánu a během válek a okupace.
Po depreciaci v posledním čtvrtletí roku 2003/04 afghání postupně aprecioval. Mezi koncem března 2004 a koncem července 2004 získal 8 % oproti americkému dolaru. Tato apreciace v době vzrůstající inflace odrážela větší důvěru obyvatelstva k užívání afghání jako prostředku směny a jako držiteli hodnoty. Tento trend je přičítán relativní stabilitě směnného kurzu od doby uvedení nové měny. Administrativní měřítka propagovala užívání afghání, např. požadavkem nutnosti ocenění zboží obchodníky v afghání. Ve vzrůstající míře rovněž i dárci provádějí své platby v afghání místo v americkém dolaru a zdá se, že je to již široce přijímáno.
Dne 1. října guvernér Afghánské centrální banky Anwar Ul-Haq Ahadi oznámil, že by Afghánci měli užívat měnu afghání v běžných denních transakcích spíše, než americký dolar nebo pákistánskou rupii. Byla to příprava na 8. říjen, kdy musely být všechny ceny na afghánském trhu stanoveny v afghání.

### Mince
V roce 2005 byly představeny mince v hodnotě 1, 2 a 5 afghání.

### Bankovky
V roce 2002 byly představeny bankovky v hodnotě 1, 2, 5, 10, 20, 50, 100, 200, 500 a 1 000 afghání. V roce 2005 byly bankovky v hodnotě 1, 2 a 5 afghání nahrazeny mincemi.

## Aktuální kurz měny Afghánský afghání
Afghánský afghání = AFN
3.0657 AFN = 1czk (7. srpna.2024)
Bankovky: Nejčastěji se setkáte s bankovkami v hodnotách 10, 20, 50, 100, 500 a 1000 afghání.

Mince: V oběhu jsou mince v hodnotách 1, 2 a 5 afghání.